# Zenon Kononowicz
Zenon Kononowicz (ur. 15 maja 1903 w Zaścianku Ustroń na Wileńszczyźnie, zm. 27 listopada 1971 w Kazimierzu Dolnym) – polski malarz, grafik i pedagog.

## Życiorys
W latach 1918–1923 studiował w Riazaniu, w latach 1923–1929 w krakowskiej ASP pod kierunkiem Felicjana Kowarskiego i Józefa Pankiewicza, a w latach 1929–1933 w warszawskiej ASP, gdzie trafił do pracowni rzeźby prof. Tadeusza Breyera. Dyplom uzyskał w ASP w Warszawie w 1933.
Był asystentem Kowarskiego w krakowskiej ASP, wykładał w Szkole Rysunku i Malarstwa w Lublinie oraz w Liceum Sztuk Plastycznych w Nałęczowie. Lata okupacji niemieckiej spędził w Lublinie. Przez pewien czas przebywał w Kozłówce, zajmując się renowacją obrazów z tamtejszej kolekcji.
Od 1953 mieszkał w Kazimierzu Dolnym w Kamienicy Białej przy ulicy Senatorskiej 17.
Malował przede wszystkim pejzaże i martwe natury z kwiatami. Brał udział w wystawach w kraju i za granicą.
W 1970 otrzymał Krzyż Oficerski Orderu Odrodzenia Polski.